# Elecciones al Congreso de los Diputados de abril de 2019 (Albacete)
Las elecciones al Congreso de los Diputados de 2019 se celebraron en la provincia de Albacete el domingo 28 de abril, como parte de las elecciones generales convocadas por Real Decreto dispuesto el 4 de marzo de 2019 y publicado en el Boletín Oficial del Estado el día siguiente. Se eligieron los 4 diputados del Congreso correspondientes a la circunscripción electoral de Albacete, mediante un sistema proporcional (método d'Hondt) con listas cerradas y un umbral electoral del 3%.

## Resultados
Los comicios depararon 2 escaños al Partido Socialista Obrero Español y 1 alPartido Popular y a Ciudadanos. 
| Candidatura                                                                | Candidatura                                                                | Votos   | %                                       | Escaños                                 |
| -------------------------------------------------------------------------- | -------------------------------------------------------------------------- | ------- | --------------------------------------- | --------------------------------------- |
|                                                                            | Partido Socialista Obrero Español (PSOE)                                   | 74 767  | 31,98                                   | 2                                       |
|                                                                            | Partido Popular (PP)                                                       | 51 739  | 22,13                                   | 1                                       |
|                                                                            | Ciudadanos-Partido de la Ciudadanía (Cs)                                   | 43 716  | 18,70                                   | 1                                       |
| Vox (Vox)                                                                  | Vox (Vox)                                                                  | 33 891  | 14,50                                   | 0                                       |
| Unidas Podemos (Podemos-IU-Equo)                                           | Unidas Podemos (Podemos-IU-Equo)                                           | 24 730  | 10,58                                   | 0                                       |
| Partido Animalista Contra el Maltrato Animal (PACMA)                       | Partido Animalista Contra el Maltrato Animal (PACMA)                       | 2196    | 0,94                                    | 0                                       |
| Recortes Cero-Grupo Verde-Partido Castellano-Tierra Comunera (R0-GV-PC-TC) | Recortes Cero-Grupo Verde-Partido Castellano-Tierra Comunera (R0-GV-PC-TC) | 322     | 0,14                                    | 0                                       |
| Por un Mundo Más Justo (PUM+J)                                             | Por un Mundo Más Justo (PUM+J)                                             | 301     | 0,13                                    | 0                                       |
| Partido Comunista de los Pueblos de España (PCPE)                          | Partido Comunista de los Pueblos de España (PCPE)                          | 224     | 0,10                                    | 0                                       |
| Partido Comunista de los Trabajadores de España (PCTE)                     | Partido Comunista de los Trabajadores de España (PCTE)                     | 182     | 0,08                                    | 0                                       |
| Votos válidos                                                              | Votos válidos                                                              | 232 348 | 100,00                                  | 4                                       |
| Votos nulos                                                                | Votos nulos                                                                | 2969    | Participación: · \| \| 78,19 % \| 5,33% | Participación: · \| \| 78,19 % \| 5,33% |
| Votantes                                                                   | Votantes                                                                   | 236 744 | Participación: · \| \| 78,19 % \| 5,33% | Participación: · \| \| 78,19 % \| 5,33% |
| Electores                                                                  | Electores                                                                  | 302 765 | Participación: · \| \| 78,19 % \| 5,33% | Participación: · \| \| 78,19 % \| 5,33% |
|                                                                            | 78,19 %                                                                    |         |                                         |                                         |

## Diputados electos
Relación de diputados electos:
| N.º | Nombre                                         | Lista | Lista |
| --- | ---------------------------------------------- | ----- | ----- |
| 1   | Manuel Gabriel González Ramos                  |       | PSOE  |
| 2   | María del Carmen Navarro Lacoba                |       | PP    |
| 3   | María Dolores Arteaga Espinosa de los Monteros |       | Cs    |
| 4   | María Luisa Vilches Ruiz                       |       | PSOE  |